# Maciel (família)
Maciel (família)
Diz o Armorial Lusitano que, antiga em Portugal, trata-se de família de uma origem Francesa. Na freguesia de Darque, concelho de Viana do Castelo, havia espaço antigo, pertencente à Casa de Bragança, o qual é tradição ter sido o Solar dos Maciéis, que dizem ter ido ajudar D.Afonso Henriques na conquista do Reino aos Mouros. Querem, também que os Maciéis fossem dos primeiros povoadores da vila de Viana e que  lhes pertencesse a alcaidaria de Vila Nova de Cerveira, mas como sua genealogia só tarde é conhecida não é provável que tivessem antiguidade atribuída.
O mais antigo do apelido que se conhece é Gonçalo Anes Maciel, pai de Bartolomeu Gonçalves Maciel, que vivia cerca de 1500 e foi comendatário do Mosteiro de Palma. Este teve de Simoa Pires de Faria, filha de Pedro de Faria e neta de Antônio Gonçalves de Faria, e talvez de outras mulheres, diversos filhos, que seguiram o apelido de Maciel e tiveram geração.

## Brasão de Armas

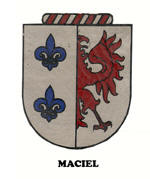
Antigo brasão da família Maciel

- Antigo brasão da família MacielAs armas antigas são: Partido: o primeiro de prata, com duas flores-de-lis de azul, uma sobre a outra; o segundo de negro, com meia águia cosida de vermelho, estendida, armada de ouro, movente da partição.

Timbre: uma águia de ouro, estendida.

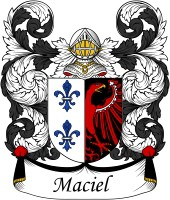
Atual Brasão da família Maciel

- Atual Brasão da família MacielModernamente, esta família traz as armas: Partido: o primeiro de prata, com duas flores-de-lis de azul, uma sobre a outra; o segundo também de prata, com meia águia de vermelho, estendida, movente da partição.

Timbre: uma flor-de-lis de ouro, entre dois ramos de macieira de verde, frutados de prata.